# Niccolò Vitelli
Niccolò Vitelli (Città di Castello, 1414–1486) est un Condottiere italien membre de la famille Vitelli .

## Biographie
Fils de Giovanni Vitelli et de Maddalena dei Marchesi di Petriolo, devenu orphelin il a grandi sous la tutelle de son oncle Vitellozzo qui l'a introduit dans la vie politique. Il a été podestat de  villes italiennes, comme Florence, Sienne et Pérouse .
Il se heurta fréquemment aux papes Paul II et Sixte IV pour le pouvoir à Città di Castello où en 1474, il fut assiégé  par Giuliano della Rovere (futur pape Jules II ) et Frédéric III de Montefeltro. Il dut quitter la ville, dans laquelle il revint  en 1482. L'année suivante, il fut excommunié et en 1484, il dut quitter à nouveau Città di Castello, pour y revenir peu après la mort de Sixte IV.
Après sa mort en 1486, les habitants de la ville ont écrit sur sa tombe Pater Patriae (« Père de la Nation »). Trois de ses fils, Camillo, Vitellozzo et Paolo sont des capitaines mercenaires.